# Pinhas de Korets
Pinhas Shapiro de Korets (1726-1791) (en hebreo: פנחס שפירא מקוריץ) fue un rabino originario de la ciudad de Korets en la región de Galitzia en Europa Oriental. Fue uno de los primeros discípulos del fundador del jasidismo, el Baal Shem Tov.

## Biografía
Nacido en Szkłów en Lituania, Shapiro recibió una educación judía tradicional basada en el Talmud. Antes de su Bar Mitzvá, su familia se trasladó a la región de Volinia, donde su padre, un predicador itinerante, se reunió con el Baal Shem Tov y sus discípulos. Adoptó las creencias y tradiciones religiosas del judaísmo jasídico.
Después de la muerte del Baal Shem Tov en 1760, Shapiro se convirtió en un maestro jasídico independiente.
Shapiro era un firme partidario de la independencia de Polonia, él decía que los judíos polacos tenían que soportar la Diáspora judía más fácil que en otras naciones como Prusia y Turquía. Creía que las tropas polacas frenarían los pogromos de los cosacos (1768). Pinjás protestó contra la ocupación rusa de Polonia, pensando que sus oraciones podían mantener a los soldados rusos alejados de Polonia.
Una biografía de Shapiro fue publicada en 1909 por el Rabino Matisyahu Yezehkiel Gutman.

## Obras
- Midrash Pinchas.[3]
- Imrei Pinchas Hashalem (2 volúmenes).[4]
- Nofet Zufim.[5]